# Un peu de feu S.V.P.
Un peu de feu S.V.P., venut als Estats Units com a Every Man His Own Cigar Lighter, és un curtmetratge mut francès de 1904 de Georges Méliès. Va ser venut per la Star Film Company de Méliès i està numerat del 545 als seus catàlegs. Se suposa que la pel·lícula està perduda, tot i que s'hi ha trobat una impressió de 8 segons.